# Goutam Ghose
Pour les articles homonymes, voir Ghose.
Goutam Ghose est un réalisateur indien né le 24 juillet 1950 à Faridpur (Inde).

## Filmographie
- 1973 : New Earth
- 1974 : Hungry Autumn
- 1974 : Chains of Bondage
- 1979 : Maa Bhoomi
- 1981 : Development in Irrigation
- 1982 : Dakhal
- 1984 : Paar
- 1985 : Parampara (TV)
- 1986 : A Tribute to Odissi
- 1986 : Land of Sand Dunes
- 1987 : Maha Yatra
- 1987 : Ek Ghat Ki Kahani
- 1987 : Antarjali Jatra
- 1989 : Sange Meel Se Mulaqat
- 1990 : Mohor
- 1991 : The Bird of Time
- 1993 : Padma Nadir Majhi
- 1994 : Patang
- 1996 : Beyond the Himalayas
- 1997 : Gudia
- 1998 : Fakir (TV)
- 1999 : Ray
- 2001 : Kalahandi
- 2001 : Dekha
- 2003 : Abar Aranye
- 2006 : Yatra